# Henrique Lascelles, 6.º Conde de Harewood
Henrique Lascelles, 6.º Conde de Harewood (Henry George Charles Lascelles) (9 de setembro de 1882 — 23 de maio de 1947) foi o filho de Henry Lascelles, 5.º Conde de Harewood e de Lady Florence Bridgeman. 
Ele casou-se, em 28 de fevereiro de 1922, com a Princesa Maria, a única filha do rei Jorge V e da Rainha Maria, na Abadia de Westminster. Eles tiveram dois filhos:
- George Henry Huberot Lascelles, 7.º Conde de Harewood (7 de fevereiro de 1923 -  11 de julho de 2011)
- Hon. Gerald David Lascelles (21 de agosto de 1924 - 27 de fevereiro de 1998)

Lorde Harewood morreu em Harewood House, aos 64 anos. Encontra-se sepultado em Harewood, All Saint's Church, Harewood, West Yorkshire na Inglaterra.